# Lilītu
Pour les articles homonymes, voir Lilitu (groupe).
Lilītu, ou Lilītum avec la mimation, est une démone mésopotamienne, pendant féminin de Lilū, engendrée comme lui par le dieu du vent Enlil. Démon de la stérilité, elle est parfois décrite comme le spectre des femmes mortes en couche.  
Démon de la débauche morbide et stérile, Lilītu est un démon séducteur, à l'image des succubes, bien qu'elle possède le corps d'une louve à queue de scorpion. Elle s'empare de victimes masculines qu'elle attire vers elle afin de les faire dévier de la vie avec une mortelle, et donc de les éloigner de la fondation d'un foyer. Ennemie de la fécondité et de la vie, certaines sources vont jusqu'à la montrer dévorant des enfants. 
Elle est reprise et mentionnée dans la Bible sous le nom de Lilith, allégorie de la désolation. 

## Étymologie
L'akkadien lilītu est le féminin de lil, un emprunt au sumérien líl qui signifie «vent» ou «souffle» (voir Enlil).
Lilītu est souvent assimilée avec Ardat Lili, dont il faut la distinguer.

## Lilītu et la Lilith biblique
Lilītu est citée dans le Livre d'Isaïe (34.14) où elle est utilisée à titre allégorique et de manière négative, comme c'est souvent le cas pour les dieux païens dans les livres vétérotestamentaires, sous le nom hébreu de Lilith. Dans une prophétie qui annonce la ruine du royaume païen d'Edom, l'auteur biblique prédit qu'on n'y trouvera plus que bêtes sauvages et Lilith, c'est-à-dire la stérilité.

## Sources
- Marc-Alain Descamps, « Lilith ou la permanence d’un mythe », Imaginaire & Inconscient, volume 3 (2002), no 7, p 79
- (de) Walter Farber, « Lilû, Lilītu, Ardat-lilî. A. Philologisch. », dans Reallexicon der Assyriologie und Vorderasiatischen Archäologie, vol. VII, Berlin, De Gruyter, 1987-1990, p. 23-24